# Oh Sang-ho
Dans ce nom coréen, le nom de famille, Oh, précède le nom personnel.
Pour les articles homonymes, voir OH.
Oh Sang-ho (hangeul : 오상호 ; RR : o sang-ho) est scénariste sud-coréen, né en mai 1975.

## Biographie

### Jeunesse et formations
Oh Sang-ho naît en mai 1975. Il fréquente l'institut des arts de Séoul pour le parcours Écritures créatives.

### Carrière
Oh Sang-ho commence sa carrière en tant que scénariste pour la comédie d'action The Legend of Seven Cutter (2006) et la comédie policière Code Name: Jackal (2012).
En 2009, il écrit et réalise son premier court métrage House Family qu'il présente en avant-première au Festival de court métrage « Mise-en-scène », puis, en 2013, Spy Joo, présenté en avant-première au Festival international du film fantastique de Puchon.
Il collabore le scénario avec Bae Jong pour l'action policière Fabricated City de Park Kwang-hyun.
Début décembre 2019, la Seoul Broadcasting System (SBS) révèle la programmation de la série Taxi Driver, adaptée du webtoon éponyme signé Carlos et Lee Jae-jin, pour laquelle Oh Sang-ho est annoncé en tant que scénariste en faveur de la production Studio S. Mi-mai 2021, il quitte ce projet en raison du désaccord mutuel avec le réalisateur, Park Joon-woo, et se fait remplacer par Lee Ji-hyeon pour finaliser les cinq épisodes,. Il y revient, fin juin 2022, pour la deuxième saison afin de mieux équilibrer l'univers de la série. Mi-avril 2023, il fait une apparition surprise dans le dernier épisode, en tant que barman aux côtés d'un autre scénariste, Son Jeong-woo, recommandé par le réalisateur, Lee Dan, ayant entendu qu'Oh Sang-ho avait l'expérience dans des courts métrages.
En 2022, il participe au scénario pour le quatrième volet The Roundup: Punishment (2024).
Début octobre 2024, il reprend le scénario du film Fabricated City (2017) pour réécrire sous forme de la série télévisée The Manipulated sous la production de CJ ENM et Studio Dragon, en co-production avec Simplex Films. Elle sera diffusée en 2025 sur la plateforme Disney+,,.

## Filmographie

### Scénariste

#### Longs métrages
- 2006 : The Legend of Seven Cutter (카리스마 탈출기) de Kwon Nam-gi (co-écrit avec Heo Jeong)
- 2009 : White Night (백야행: 하얀 어둠 속을 걷다) de Park Shin-woo (adaptation)
- 2012 : Code Name: Jackal (자칼이 온다) de Bae Hyoung-jun
- 2013 : Top Star (톱스타) de Park Joong-hoon (adaptation)
- 2017 : Fabricated City (조작된 도시) de Park Kwang-hyun (co-écrit avec Bae Jong)
- 2021 : Spiritwalker (유체이탈자) de Yoon Jae-geun (adaptation)
- 2024 : The Roundup: Punishment (범죄도시4) de Heo Myung-haeng

#### Court métrage
- 2009 : House Family (하우스 패밀리) de lui-même

#### Séries télévisées
- 2021-2023 : Taxi Driver (모범택시)
- prévu en 2025 : The Manipulated (조각도시)
- prévu en 2025 : Uinyeo Dae Jang Geum (의녀 대장금)

### Réalisateur

#### Courts métrages
- 2009 : House Family (하우스 패밀리)
- 2013 : Spy Joo (주숙경)

## Liens connexes
- Ressources relatives à l'audiovisuel :   - Allociné
  - IMDb
  - Korean Movie Database
  - Rotten Tomatoes
- (en + ko) « Oh Sang-ho », sur Hancinema